# Whole Lotta Love/Living Loving Maid (She's Just a Woman)
Whole Lotta Love/Living Loving Maid (She's Just a Woman) è il secondo singolo discografico del gruppo musicale britannico Led Zeppelin, pubblicato l'11 luglio 1969 come estratto dal secondo album in studio Led Zeppelin II.

## Descrizione

### Whole Lotta Love
È l'unica canzone del gruppo ad essere uscita come singolo nel Regno Unito.
Il brano, rielaborazione di You Need Love (1962) del bluesman Muddy Waters (pezzo scritto originariamente dall'artista blues Willie Dixon), è la prima traccia del disco; il riff della canzone è uno dei più famosi della storia del rock.
Durante i concerti, Whole Lotta Love veniva eseguita sotto forma di lungo medley che spesso includeva frammenti di altri brani dei Led Zeppelin come I Can't Quit You Baby, You Shook Me, How Many More Times, Your Time Is Gonna Come, Good Times, Bad Times, The Lemon Song, The Crunge, D'yer Mak'er, Black Dog, Out on the Tiles e Ramble On. Celebre brano conclusivo dei concerti dei Led Zeppelin, sin dalla metà degli anni settanta veniva eseguito in versioni estese con divagazioni blues e rhythm and blues. Molti dei brani inclusi in questi medley erano classici di Eddie Cochran, Elvis Presley e John Lee Hooker.
Versioni dal vivo di Whole Lotta Love sono state pubblicate ufficialmente nelle seguenti pubblicazioni:
- The Song Remains the Same; 2xLP (28 settembre 1976; Swan Song #SS2-201; tratta da un concerto del 1973)
- Led Zeppelin BBC Sessions; 2xCD (11 novembre 1997; Atlantic #83061; tratta da un concerto del 1971)
- How the West Was Won; 3xCD (27 maggio 2003; Atlantic #83587; tratta da un concerto del 1972)
- Led Zeppelin DVD; 2xDVD (2003; da esibizioni del 1979 e del 1970)

Infine, Whole Lotta Love è stata l'ultima canzone suonata dai Led Zeppelin dal vivo. Tuttavia, venne nuovamente eseguita dai superstiti del gruppo in occasione del Live Aid del 1985 (con i batteristi Phil Collins e Tony Thompson), nel 1988 durante il concerto Atlantic Records 40th Anniversary, e il 10 dicembre 2007 durante l'Ahmet Ertegun Tribute Concert tenutosi alla O2 Arena, Londra, (con Jason Bonham alla batteria).Whole Lotta Love è presente nelle raccolte Remasters del 1990 e Mothership del 2007. Una versione dal vivo è contenuta in The Song Remains the Same del 1976 e nella raccolta di live How the West Was Won, nonché nell'album dal vivo Celebration Day.

#### Cover
- Una versione riarrangiata del riff è la sigla di apertura del noto programma televisivo britannico Top of the Pops in onda in Italia su Rai 2 e su Italia 1 dal 2000 al 2011.
- Il chitarrista del gruppo Jimmy Page ha partecipato alla cerimonia di chiusura delle Olimpiadi di Pechino nel 2008 il 24 agosto suonando Whole Lotta Love con la cantante inglese Leona Lewis.
- Parte del brano è la sigla del programma di Italia 1 Jekyll.

## Accoglienza
Il singolo entrò nella classifica Billboard Hot 100 il 22 novembre 1969. Rimase in classifica per 15 settimane, raggiungendo come picco massimo la posizione numero 4 e diventando l'unico singolo da top 10 della band negli Stati Uniti. Dal vivo, la canzone debuttò il 26 aprile 1969.
È stata la prima hit a livello mondiale della band raggiungendo la prima posizione in Australia e Germania, la seconda in Canada, la terza in Austria, la quarta nella Billboard Hot 100, in Nuova Zelanda e Spagna, la quinta in Svizzera ed Olanda e la sesta in Sud Africa. Nel 2004, la canzone si è classificata al 75º posto nella classifica dei 500 migliori singoli secondo la rivista Rolling Stone, mentre nel marzo 2005 si è classificata in undicesima posizione della classifica delle 100 migliori canzoni con chitarra della rivista Q.

## Controversie
Riguardo alla canzone Whole Lotta Love, e alla conseguente disputa legale sui diritti d'autore, Robert Plant ha dichiarato
La canzone contiene frasi di sesso esplicito, essa narra il desiderio di avere un rapporto con un'ipotetica ragazza.
Nel 1962, Muddy Waters incise You Need Love, canzone blues scritta per lui da Willie Dixon. Nel 1966 gli Small Faces registrarono il brano con il titolo You Need Loving inserendola nel loro omonimo album di debutto. Parte del testo della versione dei Led Zeppelin fu tratto dalla canzone di Dixon. Il fraseggio vocale di Plant è particolarmente simile a quello di Steve Marriott nella versione degli Small Faces. Queste similitudini con You Need Love, nel 1985 portarono a una causa legale intentata ai Led Zeppelin, conclusasi con la decisione di un risarcimento in favore di Dixon per un importo imprecisato, anche se il copyright depositato alla ASCAP rimase immutato. Gli Small Faces non furono mai citati in giudizio da Dixon, sebbene You Need Loving sia tuttora accreditata ai soli Ronnie Lane e Steve Marriott.
Robert Plant, grande fan di cantanti blues e soul, ammette regolarmente l'ispirazione avuta da essi.

## Tracce
Singolo 7" UK
1. Whole Lotta Love – 3:12 (Bonham, Jones, Page, Plant, Dixon)
2. Living Loving Maid (She's Just a Woman) – 2:40 (Page, Plant)

Singolo 7" Argentina
1. Living Loving Maid (She's Just a Woman) – 2:39 (Page, Plant)
2. Whole Lotta Love – 3:12 (Bonham, Jones, Page, Plant, Dixon)

Singolo 7" Stati Uniti
1. Whole Lotta Love – 5:33 (Bonham, Jones, Page, Plant, Dixon)
2. Living Loving Maid (She's Just a Woman) – 2:39 (Page, Plant)

## Formazione
- Robert Plant – voce
- Jimmy Page – chitarra, cori, theremin
- John Paul Jones – basso, sintetizzatore
- John Bonham – batteria

## Riconoscimenti
| Pubblicazione              | Paese         | Riconoscimento                                                         | Anno | Posizione |
| -------------------------- | ------------- | ---------------------------------------------------------------------- | ---- | --------- |
| Spin                       | Stati Uniti   | "100 Greatest Singles of All Time"                                     | 1989 | 39        |
| Rock and Roll Hall of Fame | Stati Uniti   | "The Rock and Roll Hall of Fame's 500 Songs that Shaped Rock and Roll" | 1994 | *         |
| Classic Rock               | Gran Bretagna | "Ten of the Best Songs Ever!.. (Bubbling under)"                       | 1999 | 30        |
| VH1                        | Stati Uniti   | "100 Greatest Rock Songs"                                              | 2009 | 46        |
| Rolling Stone              | Stati Uniti   | "The 500 Greatest Songs of All Time"                                   | 2003 | 75        |
| Q                          | Gran Bretagna | "100 Greatest Guitar Tracks Ever"                                      | 2005 | 3         |
| Toby Creswell              | Australia     | "1001 Songs: the Great Songs of All Time"                              | 2005 | *         |
| Grammy Awards              | Stati Uniti   | "Grammy Hall of Fame Award"                                            | 2007 | *         |
| Rolling Stone              | Stati Uniti   | "100 Greatest Guitar Songs of All Time"                                | 2008 | 11        |
| VH1                        | Stati Uniti   | "VH1 Greatest Hard Rock Songs"                                         | 2009 | 3         |
| BBC Radio 2                | Gran Bretagna | "Radio 2's Top 100 Greatest Guitar Riffs"                              | 2014 | 1         |

(*) indica l'inclusione senza una posizione specifica